# 六突艾蛛
六突艾蛛（学名：Cyclosa oculata）为园蛛科艾蛛属的动物。分布于欧洲、西伯利亚、南非、夏威夷、委内瑞拉、西印度群岛以及中国大陆的甘肃、新疆、福建、云南等地，主要生活于草丛。